# Elmendorf (Teksas)
Elmendorf je grad u američkoj saveznoj državi Teksas. Prema popisu stanovništva iz 2010. u njemu je živjelo 1.488 stanovnika.